# نشان سیکاتونا
نشان سیکاتونا (فیلیپینی: Orden ni Sikatuna) یک نشان افتخار است که در فیلیپین در سال ۱۹۵۳ بنیان‌گذاری شد.